# Listă de orașe din Dakota de Sud
- Această pagină este o listă alfabetică a orașelor din statul Dakota de Sud, Statele Unite.

## A
- Aberdeen
- Alcester
- Alexandria
- Arlington
- Armour
- Ashton
- Avon

## B
- Baltic
- Belle Fourche
- Beresford
- Big Stone City
- Blunt
- Bonesteel
- Bowdle
- Box Elder
- Brandon
- Bridgewater
- Bristol
- Britton
- Brookings
- Bruce
- Bryant
- Buffalo
- Burke

## C
- Camp Crook
- Canistota
- Canton
- Carpenter
- Carthage
- Castlewood
- Centerville
- Central City
- Chamberlain
- Clark
- Clear Lake
- Colman
- Colome
- Colton
- Columbia
- Conde
- Corsica
- Crooks
- Custer

## D
- Deadwood
- Dell Rapids
- Delmont
- De Smet
- Doland
- Dupree

## E
- Eagle Butte
- Edgemont
- Egan
- Elk Point
- Elkton
- Emery
- Estelline
- Eureka

## F
- Faith
- Faulkton
- Flandreau
- Fort Pierre
- Frankfort
- Freeman

## G
- Garretson
- Gary
- Gayville
- Geddes
- Gettysburg
- Glencross
- Gregory
- Groton

## H
- Harrisburg
- Hartford
- Hecla
- Henry
- Herreid
- Highmore
- Hill City
- Hitchcock
- Hosmer
- Hot Springs
- Howard
- Humboldt
- Hurley
- Huron

## I
- Ipswich
- Irene
- Iroquois

## J
- Jefferson

## K
- Kadoka
- Keystone
- Kimball
- Kosmos

## L
- Lake Andes
- Lake Norden
- Lake Preston
- Lead
- Lemmon
- Lennox
- Leola
- Ludlow

## M
- McIntosh
- McLaughlin
- Madison
- Marion
- Martin
- Marty
- Mellette
- Menno
- Milbank
- Miller
- Mission
- Mitchell
- Mobridge
- Montrose
- Mount Vernon
- Murdo

## N
- Newell
- New Underwood
- North Sioux City

## O
- Oldham
- Onida

## P
- Parker
- Parkston
- Philip
- Pierre
- Plankinton
- Platte
- Presho

## R
- Ralph
- Rapid City
- Ravina
- Raymond
- Redfield
- Reva
- Roscoe

## S
- Salem
- Scotland
- Selby
- Sioux Falls
- Sisseton
- South Dakota City
- Spearfish
- Spencer
- Springfield
- Sturgis
- Summerset
- Summit

## T
- Tea
- Timber Lake
- Tripp
- Tyndall

## V
- Valley Springs
- Veblen
- Vermillion
- Viborg
- Volga

## W
- Wagner
- Watertown
- Waubay
- Webster
- Wessington
- Wessington Springs
- White
- White Lake
- White River
- Whitewood
- Willow Lake
- Wilmot
- Winner
- Woonsocket

## Y
- Yankton